# Pterotaea depromaria
Pterotaea depromaria är en fjärilsart som beskrevs av Augustus Radcliffe Grote 1883. Pterotaea depromaria ingår i släktet Pterotaea och familjen mätare. Inga underarter finns listade.